# Выборы в Европейский парламент в Болгарии (2009)
Выборы в Европейский парламент 2009 года в Болгарии прошли 7 июня 2009 года в воскресенье. Граждане выбирали своих представителей в Европейском парламенте.

## Факты о выборах
Болгария как страна ЕС имеет представительство в общесоюзном парламенте. На этих выборах республика выбирала 17 парламентариев, что на одного депутата меньше, чем было в 2007 году. Дело в том, что в 2007 проходили довыборы в парламент, связанные со вступлением Болгарии в ЕС. А голосование в 2009 году проходило уже по новым правилам согласно вступившему в силу Ниццкому договору. Когда был принят Лиссабонский договор, количество болгарских депутатов снова увеличилось до 18.
Эти выборы первые, на которых Болгария выбирала парламентариев на полный 5-летний срок.
Места между партиями и блоками распределяются следующим образом:
1. Производится расчёт национальной избирательной квоты — сумма действительных голосов, поданных за всех участников выборов, делённая на количество мест Болгарии в парламенте.
2. Независимый кандидат считается избранным, если он получил голосов не меньше, чем национальная избирательная квота. Остальные мандаты распределяются между партиями и блоками, которые преодолели национальную избирательную квоту. Голоса, поданные за партии и независимых кандидатов, не получивших достаточной поддержки для преодоления квоты, не участвуют в распределении мандатов.
3. Сумма голосов партий и блоков, преодолевших квоту, делится на оставшееся количество мест.
4. Голоса каждой партии и каждого блока, преодолевших квоту, делятся на число, полученное в пункте 3.
5. Целое от частного в пункте 4 есть количество мест, которые получит партия и коалиция.
6. Остальные места распределяются между партиями и коалициями в порядке убывания разности между частным в пункте 4 и целым этого частного.

18 место, которое должно быть введено в соответствии с Лиссабонским договором, достанется партии/коалиции, представленной в Европарламенте, с самым крупным неиспользованным остатком.
Выборы в Европарламент рассматривались как подготовка к парламентским выборам, которые состоялись меньше чем через месяц.
Предвыборные опросы показывали, что больше всех голосов наберёт оппозиционная партия «ГЕРБ», а правящие социалисты будут на втором месте.
| Агентство        | Дата   | ГЕРБ    | БСП     | ДПС     | Атака  | Синяя коалиция | Другие  |
| ---------------- | ------ | ------- | ------- | ------- | ------ | -------------- | ------- |
| МВМД             | 31 мая | 30,00 % | 25,00 % | 19,00 % | 8,10 % | 6,07 %         | 7,1 %   |
| «Скала»          | 2 июня | 31,15 % | 20,87 % | 15,18 % | 9,46 % | 8,80 %         | 14,54 % |
| «Барометър инфо» | 3 June | 26,07 % | 17,54 % | 15,00 % | 8,53 % | 9,24 %         | 18,95 % |

## Результаты
Результаты выборов в Европейский парламент от Болгарии
| «Порядок, законность и справедливость»                           |                                                 | 120 280 | 4,67  | 0  | ▬     |
| «Либеральная инициатива за демократическое европейское развитие» |                                                 | 146 984 | 5,70  | 0  | Новая |
| «Граждане за европейское развитие Болгарии»                      | «Европейская Народная Партия»                   | 627 693 | 24,36 | 5  | ▬     |
| «Движение за права и свободы»                                    | «Альянс либералов и демократов за Европу»       | 364 197 | 14,14 | 3  | ▼ 1   |
| «Атака»                                                          | Независимые депутаты Европейского парламента    | 308 052 | 11,96 | 2  | ▼ 1   |
| «Коалиция за Болгарию» во главе с «БСП»                          | «Прогрессивный альянс социалистов и демократов» | 476 618 | 18,50 | 4  | ▼ 1   |
| «Союз патриотических сил „Защита“»                               |                                                 | 11 904  | 0,46  | 0  |       |
| «Национальное движение за стабильность и подъём»                 | «Альянс либералов и демократов за Европу»       | 205 146 | 7,96  | 2  | ▲ 1   |
| «Болгарская социал-демократия»                                   |                                                 | 14 132  | 0,55  | 0  | ▬     |
| «Болгарская новая демократия»                                    |                                                 | 11 679  | 0,45  | 0  |       |
| «Синяя коалиция»                                                 | «Европейская Народная Партия»                   | 204 817 | 7,95  | 1  | Новая |
| «Зелёные»                                                        |                                                 | 18 444  | 0.72  | 0  | ▬     |
| Коалиция «Вперёд»                                                |                                                 | 57 931  | 2,25  | 0  | Новая |
| Чавдар Иванов Николов                                            |                                                 | 8 565   | 0,33  | 0  |       |
| Действительные бюллетени                                         |                                                 | 2576434 |       |    |       |
| Недействительные бюллетени                                       |                                                 | 25 245  |       |    |       |
| Всего (явка 37,49 %)                                             | 2 601 677                                       | —       | —     | 17 |       |
| Источник: ЦИК Болгарии                                           |                                                 |         |       |    |       |

1. Национальная избирательная квота — сумма действительных голосов, поданных за всех участников выборов, делённая на количество мест Болгарии в парламенте — равна 151 556.
2. Квоту преодолели 6 партий и коалиций: «ГЕРБ» (627 693 голосов), «Движение за права и свободы» (364 197), «Атака» (308 052), «Коалиция за Болгарию» (476 618), «Национальное движение за стабильность и подъём» (205 146), «Синяя коалиция» (204 817).
3. Сумма голосов партий и блоков, преодолевших квоту, делится на оставшееся количество мест. Результат — 128619
4. Голоса каждой партии и каждого блока, преодолевших квоту, делятся на число, полученное в пункте 3: «ГЕРБ» (4,880251), «Движение за права и свободы» (2,831596), «Атака» (2,395074), «Коалиция за Болгарию» (3,705658), «Национальное движение за стабильность и подъём» (1,59499), «Синяя коалиция» (1,592432).
5. Первоначальное распределение мест: «ГЕРБ» (4), «Движение за права и свободы» (2), «Атака» (2), «Коалиция за Болгарию» (3), «Национальное движение за стабильность и подъём» (1), «Синяя коалиция» (1).
6. Остались 4 свободных мандата. Их распределение происходит в порядке уменьшения остатка:

* «ГЕРБ» (0.880251) получила + 1 мандат,
* «Движение за права и свободы» (0.831596) получило + 1 мандат,
* «Коалиция за Болгарию» (0.705658) получила + 1 мандат,
* «Национальное движение за стабильность и подъём» (0,59499) получило + 1 мандат.
* Наиболее крупный остаток остался у «Синей коалиции» (0.592432). Она получит восемнадцатый мандат, когда Лиссабонский договор вступит в силу.

## Избранные депутаты
Следующие 17 человек были избраны:
5 депутатов от партии «ГЕРБ», которые войдут в «Европейскую Народную Партию»:
1. Румяна Желева
2. Владимир Андреев Уручев
3. Илиана Найденова Иванова
4. Емил Стефанов Стоянов
5. Мария Иванова Неделчева

4 депутата от «Болгарской социалистической партии», которые войдут в «Прогрессивный альянс социалистов и демократов»:
1. Ивайло Георгиев Калфин
2. Илияна Малинова Йотова
3. Кристиан Иванов Вигенин
4. Евгени Захариев Кирилов

3 депутата от «Движения за права и свободы», которые войдут в «Альянс либералов и демократов за Европу»:
1. Филиз Хакъева Хюсменова
2. Владко Тодоров Панайотов
3. Метин Хюсеин Казак

2 депутата от партии «Атака»:
1. Димитър Кинов Стоянов
2. Славчо Пенчев Бинев

2 депутата от «Национального движения за стабильность и подъём», которые войдут в «Альянс либералов и демократов за Европу»:
1. Меглена Штилиянова Кунева
2. Антония Стефанова Първанова

1 депутат от «Синей коалиции», который войдёт в «Европейскую Народную Партию»:
1. Надежда Николова Михайлова

У «Синей коалиции» сохранился наибольший остаток, поэтому её представитель, шедший под вторым номером в списке кандидатов, Светослав Христов Малинов стал 18 депутатом от Болгарии после вступления в силу Лиссабонского договора.